# تيم كيلي (عازف قيثارة)
تيم كيلي (بالإنجليزية: Tim Kelly)‏ هو عازف قيثارة أمريكي، ولد في 13 يناير 1963 في ترنتون في الولايات المتحدة، وتوفي في 5 فبراير 1998 في بغداد في الولايات المتحدة بسبب حادث مرور.

## وصلات خارجية
- الموقع الرسمي
- تيم كيلي على موقع IMDb (الإنجليزية)
- تيم كيلي على موقع ميوزك برينز (الإنجليزية)
- تيم كيلي على موقع ديسكوغز (الإنجليزية)